# Patentblau V
Patentblau V (systematische Bezeichnung C.I. Acid Blue 3) ist ein Triphenylmethanfarbstoff, dessen Calcium-Salz vorwiegend als Lebensmittelfarbstoff (E 131) verwendet wird. Patentblau V gehört zu den Patentblau-Farbstoffen und wurde als erster Vertreter dieser Farbstoffgruppe 1888 bei Meister, Lucius & Brüning, der späteren Hoechst AG, patentiert. Der Farbstoff wird auch als Natriumsalz hergestellt und gehandelt.

## Geschichte
Nach dem Vorbild der Synthese von Malachitgrün wurde in den oben genannten Laboratorien in Frankfurt am Main/Höchst aus 3-Hydroxybenzaldehyd (früher meta-Oxybenzaldehyd) und N,N-Diethylanilin ein blauer Farbstoff gewonnen. Dieser erwies sich jedoch als Gemisch mehrerer chemischer Verbindungen.

## Herstellung

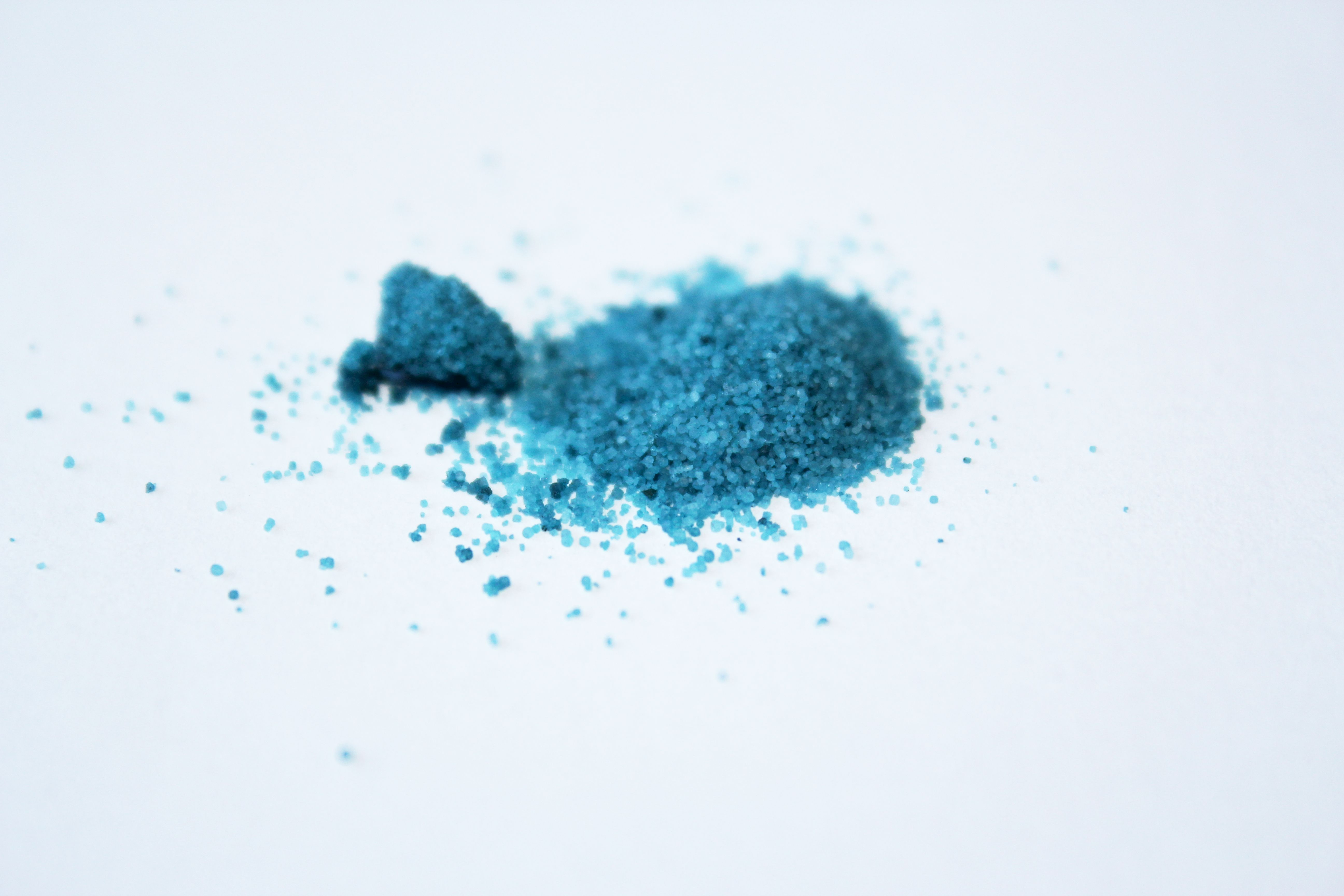
Patentblau-V-Kristalle

Nach dem Deutschen Reichspatent Nr. 46384 vom 18. August 1888 wird ein Gemisch von Diethylanilin, 3-Hydroxybenzaldehyd und konzentrierter Schwefelsäure auf 130 °C erhitzt. Es entsteht eine Schmelze, die anschließend mit Natronlauge behandelt wird. Aus der Reaktionsmasse wird ein substituiertes Triphenylmethan isoliert, die sogenannte Oxyleukobase, die mittels Schwefeltrioxid in konzentrierter Schwefelsäure sulfoniert wird. Die gebildete Disulfonsäure wird in Form des Calciumsalzes isoliert.
Zur Herstellung des Farbstoffs wird das Zwischenprodukt mit Bleidioxid oder Mangandioxid oxidiert.
Später wurden mehrere Patente angemeldet mit dem Ziel, die zu Nebenprodukten führenden harschen Reaktionsbedingungen dieses Verfahrens zu vermeiden. So kann beispielsweise die Oxidation der Leukobase mit Chinonen anstelle der problematischen Metalloxide erfolgen.

## Eigenschaften
Das dunkelblaue Pulver ist in Wasser und Ethanol leicht löslich. In saurer Lösung ist Patentblau V grüngelb, in basischer blau.

## Verwendung
Patentblau V wird als Lebensmittelfarbstoff verwendet und wurde 1962 in der Europäischen Union unter der E-Nummer E 131 zugelassen. Im International Numbering System ist es unter der Nummer 131 als Lebensmittelfarbstoff registriert. Es findet aufgrund seiner kräftigen blauen Farbe und hohen Brillanz vor allem als Farbstoff für Zuckerwaren (z. B. Fruchtgummi), Glasuren, Getränken (z. B. Likören, wie Blue Curacao, oder zusammen mit Chinolingelb in „Waldmeister“-Getränken) und Götterspeise, Ostereiern und Arzneimitteln Verwendung. Ein Nachteil von Patentblau V ist dessen geringe Lichtechtheit. Es gilt als toxikologisch unbedenklich, da in Metabolismusuntersuchungen festgestellt wurde, dass es nach oraler Aufnahme kaum resorbiert wird. 
In Australien, den Vereinigten Staaten, Kanada und Norwegen ist Patentblau V nicht zugelassen, da man es als Auslöser für Allergien vermutet.
In der Medizin wird es zur Markierung von Geweben verwendet. Bei der Lymphografie dient es als Diagnostikum zur Markierung von Lymphgefäßen vor einer Röntgenaufnahme mit Kontrastmitteln. Wächterlymphknoten können so erkannt werden.
Desinfektionsmittel auf Alkoholbasis, wie z. B. Sterillium, werden mit Patentblau gefärbt.
Als Hilfsmittel zur Kontrolle von Zahnbelägen (Plaques), z. B. in der Professionellen Zahnreinigung, wird Patentblau V zum Anfärben empfohlen; es ist Bestandteil verschiedener Tests, u. a. mit Tabletten zur Früherkennung (Prophylaxe).
In der Kosmetik werden Lösungen von Patentblau V als Augentropfen beworben; sie sollen das Augenweiß auf sanfte Weise intensivieren.
In der Tiermedizin wird Patentblau V zum Einfärben von Arzneimitteln zur Euthanasie eingesetzt, um das Risiko fataler Verwechslungen zu minimieren.

## Nachweis
Die Qualität von Farbstoffproben kann durch Flüssigkeitschromatographie geprüft werden. UV-Vis-Detektoren und MS-Elektrospray dienten zur Identifizierung. 1H- und 13C-NMR-Spektren von Patentblau V wurden angegeben.